# Kōzu-shima
Kōzu-shima (jap. 神津島) ist eine vulkanische Insel im Pazifischen Ozean. Sie gehört geographisch zu den Izu-Inseln und administrativ zum Dorf Kōzushima der Präfektur Tokio.

## Geographie
Kōzu-shima liegt im Pazifischen Ozean südlich der Sagami-Bucht und südöstlich der Izu-Halbinsel. Ihre Fläche beträgt 18,24 km².
Etwa 5 km westsüdwestlich befindet sich die 0,04 km² kleine, unbewohnte Insel Ombase-jima (恩馳島).
Der letzte Vulkanausbruch auf Kōzu-shima fand 838 statt. Dabei entstand der Lavadom Tenjō-san.

## Fauna und Flora
Kōzu-shima liegt als Teil der Inselgruppe im Fuji-Hakone-Izu-Nationalpark.